# 1936 en Colombie-Britannique
Chronologie de la Colombie-Britannique
- 1932
- 1933
- 1934
- 1935
- 1936
- 1937
- 1938
- 1939
- 1940

Cette page concerne des événements qui se sont produits durant l'année 1936 dans la province canadienne de Colombie-Britannique.

## Politique

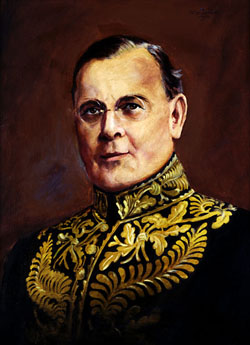
Eric Werge Hamber

- Premier ministre : Thomas Dufferin Pattullo.
- Chef de l'Opposition : Robert Connell du Parti social démocratique du Canada
- Lieutenant-gouverneur : John William Fordham Johnson puis Eric Werge Hamber
- Législature :

## Naissances
- 31 mai à Kelowna : Charles Morris Winton « Chuck » Thomas,  officier militaire des Forces armées canadiennes. Il a atteint le grade de vice-amiral et a servi en tant que vice-chef d'état-major de la Défense (en) de 1989 à 1991 et en tant que commandant de la Marine royale canadienne de 1987 à 1989.